# All You Need Is Love
All You Need Is Love (englisch für: Alles, was du brauchst, ist Liebe) ist ein von John Lennon und Paul McCartney komponiertes Lied der britischen Band The Beatles. Es wurde am 30. Juni 1967 unter dem Copyright Lennon/McCartney zusammen mit der B-Seite Baby You’re a Rich Man als Single veröffentlicht.

## Entstehung

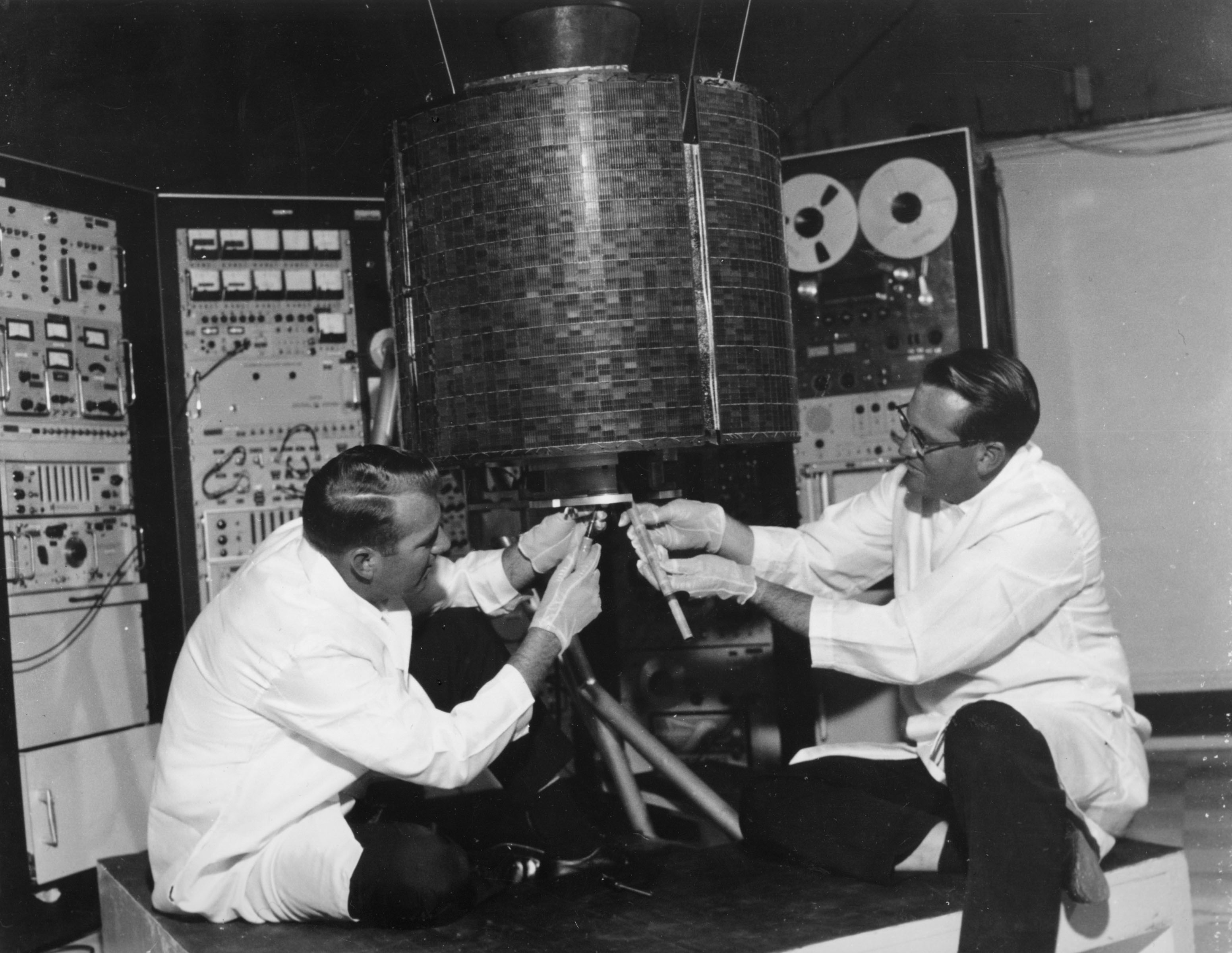
Intelsat I war einer der Satelliten mit der die Übertragung von Our World gesendet wurde

Am 18. Mai 1967, kurz vor der Veröffentlichung ihres Albums Sgt. Pepper’s Lonely Hearts Club Band, erhielten die Beatles von der BBC den Auftrag, für die Fernsehsendung Our World ein Lied zu komponieren. Die Sendung war die erste weltweit ausgestrahlte Live-Fernsehproduktion, die am 25. Juni 1967 live in 31 Länder übertragen und von mehr als 400 Millionen Zuschauern gesehen wurde.
Geoff Emerick, der Toningenieur der Beatles, erinnerte sich in den 1980er Jahren: „Ich weiß nicht, ob sie irgendwelche Ideen vorbereitet hatten, aber sie fingen sehr spät an, den Song zu schreiben. John sagte: 'Oh Gott, ist es so nah? Ich nehme an, wir sollten besser etwas schreiben.'“
Als Autoren sind Lennon/McCartney angegeben. Tatsächlich stammen Strophe und Refrain von John Lennon, die Idee der Coda geht auf den Beatles-Musikproduzenten George Martin zurück.
Paul McCartney sagte dazu: „All You Need Is Love war Johns Song. Ich warf ein paar Ideen ein, ebenso wie die anderen Mitglieder der Gruppe, aber es waren größtenteils ad libs wie She Loves You oder Greensleeves oder dumme Dinge am Ende, und wir haben uns das auf der Stelle ausgedacht.“
All You Need Is Love entstand innerhalb eines Monats zwischen dem Auftrag der BBC und der ersten Aufnahmesession und repräsentierte perfekt die Atmosphäre des Summer of Love im Jahr 1967. Gleichzeitig hielten sich die Beatles auch an die generelle Vorgabe der BBC, die Komposition einfach zu gestalten, damit die weltweiten Zuschauer sie auch ohne viel Englischkenntnisse verstehen könnten. Bereits das Intro mit der französischen Nationalhymne La Marseillaise erregte die Aufmerksamkeit des Hörers und betonte die Internationalität des Liedes und der Fernsehsendung. Beim Playback spielen John Lennon (Cembalo), Paul McCartney (Kontrabass) und George Harrison (Violinenimprovisation).
Der 25. Juni war der Tag der Our-World-Sendung, den größten Teil des Tages verbrachten die Beatles mit Proben mit dem BBC-Kamerateam. Für den Auftritt im Studio 1 der Abbey Road Studios wurde beschlossen, dass die Beatles, außer Ringo Starr, auf hohen Hockern im Studio auftreten würden, umgeben von Freunden, die im Schneidersitz auf dem Boden saßen. Die Übertragung dauerte sechs Minuten und elf Sekunden, aber es wurde eine hektische Angelegenheit, da die Beatles etwas früher auf Sendung gehen mussten. Während der Veranstaltung wurde All You Need Is Love live gespielt, ein Teil der Instrumentierung war Playback.
Neben den Beatles waren die förmlich in Abendgarderobe gekleideten 13 Mitglieder des Orchesters (zwei Tenorsaxophone, zwei Posaunen, zwei Trompeten, vier Violinen, zwei Celli und ein Akkordeon) anwesend; außerdem bunt gekleidete Gäste, die mitsangen und mitklatschten, darunter Mick Jagger, Keith Richards (beide Rolling Stones), Keith Moon (Who), Eric Clapton (Cream), Graham Nash (Hollies) und Marianne Faithfull. Nach mehreren Übungen wurde schließlich Take 58 für die Live-Übertragung ausgewählt. Neben der Marseillaise ließ Produzent George Martin – passend zur universellen Botschaft des Stücks – in der einleitenden Vorstrophe und in der Coda musikalische Zitate einbauen. In der Coda sind beim ungewöhnlich langen Fade-out die achte zweistimmige Invention (BWV 779) von Johann Sebastian Bach, das englische Volkslied Greensleeves, Glenn Millers In the Mood sowie Hooklines aus den Beatles-Stücken She Loves You, Yesterday und Sgt. Pepper’s Lonely Hearts Club Band zu hören. George Martin erhielt für sein Orchesterarrangement 15 Pfund.
Ringo Starr sagte abschließend über All You Need Is Love: „Es war eine fabelhafte Zeit. Ich bin sogar jetzt noch aufgeregt, wenn ich realisiere, dass es das ist, wofür es war: Frieden und Liebe, Menschen, die Blumen in Waffen stecken.“

## Harmonik und Taktart
Das Lied steht in der Tonart G-Dur und hat ein Tempo von etwa 104 bpm. Während der Refrain aus sieben 4⁄4-Takten und einem abschließenden 2⁄4-Takt besteht, beginnt die Strophe mit dem zweimaligen Wechsel von einem 4⁄4-Takt zu einem 3⁄4-Takt, gefolgt von drei 4⁄4-Takten und einem abschließenden 3⁄4-Takt. Da man die Wechsel auch als 7⁄4-Takte lesen kann, ist All You Need Is Love einer der wenigen Popsongs, in denen diese Taktart vorkommt (andere prominente Beispiele sind Money von Pink Floyd, Solsbury Hill von Peter Gabriel, Music von John Miles und Golden Brown von den Stranglers).

## Aufnahme

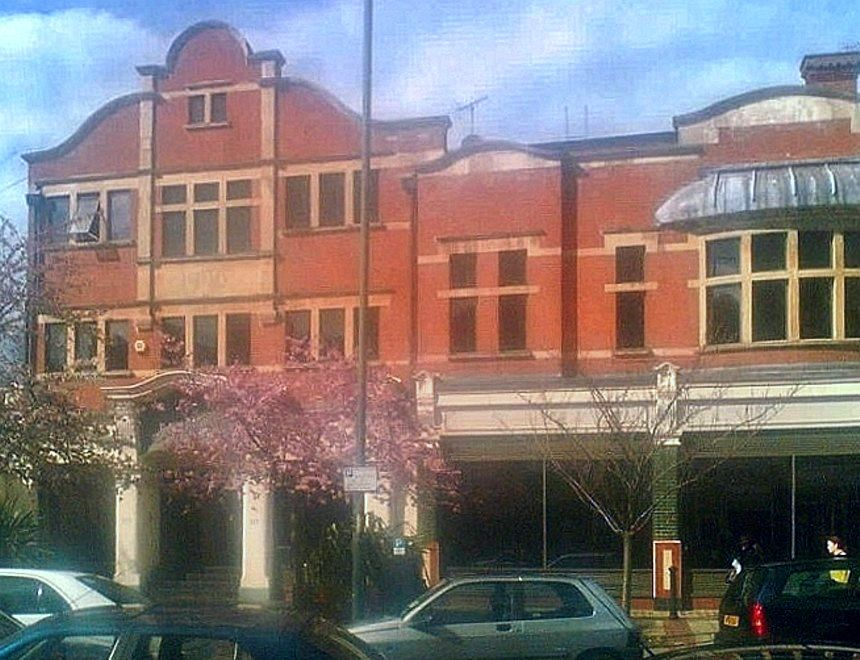
Olympic Studios in Barnes, London

Das Playback von All You Need Is Love entstand am 14. Juni 1967 – anders als üblich – in den Londoner Olympic Studios. Dort wurden in Studio 1 insgesamt 33 Takes von All You Need Is Love aufgenommen, von denen Take 10 ausgewählt wurde. Produzent George Martin wurde unterstützt durch die zu den Olympic Studios gehörenden Eddie Kramer (Erster Toningenieur) und George Chkiantz (Zweiter Toningenieur). Die Leadstimme und der Hintergrundgesang wurden durch Overdubbing am 19. Juni 1967 in den Abbey Road Studios hinzugefügt, der Toningenieur war Geoff Emerick. Am 23. Juni 1967 betrat erstmals das eiligst zusammengestellte Orchester (Bläser- und Geigensektion) die Abbey Road Studios. Am 24. Juni folgte dort ein Pressetermin, bei dem mehr als 100 Journalisten und Fotografen anwesend waren, anschließend erfolgten weitere Aufnahmen. Am folgenden Tag erfolgte der oben erwähnte Auftritt für Our World, und am 26. Juni nahm John Lennon seinen Gesangspart neu auf und Ringo Starr ergänzte einen Snare-Trommelwirbel.
Die Abmischung in Mono von All You Need Is Love erfolgte ebenfalls am 26. Juni 1967. Eine Stereoabmischung erfolgte von Geoff Emerick erst am 29. Oktober 1968.

## Besetzung
- John Lennon: Banjo, Cembalo, Gesang
- Paul McCartney: Bass, Kontrabass, Hintergrundgesang
- George Harrison: Leadgitarre, Geige, Hintergrundgesang
- Ringo Starr: Schlagzeug
- George Martin: Klavier
- Sidney Sax, Patrick Halling, Eric Bowie, Jack Holmes: Geige
- Rex Morris, Don Honeywill: Saxophon
- Stanley Woods, David Mason: Trompete
- Evan Watkins, Harry Spain: Posaune
- Jack Emblow: Akkordeon
- Mick Jagger, Keith Richards, Marianne Faithfull, Jane Asher, Mike McCartney, Pattie Harrison, Eric Clapton, Graham Nash, Keith Moon, Hunter Davies, Gary Leeds und weitere nicht aufgeführte Hintergrundsänger: Chor
- Mike Vickers: Dirigent

## Veröffentlichungen und Erfolg
- Veröffentlicht wurde die Single in Deutschland bereits am 30. Juni 1967 (Großbritannien: 7. Juli 1967, USA: 17. Juli 1967) zusammen mit der Beatles-Komposition Baby You’re a Rich Man als B-Seite. Die Platte führte drei Wochen lang die englische Hitparade an und wurde zum 14. Nummer-eins-Hit der Beatles in den USA, wo sie eine Woche auf Rang 1 stand; in Deutschland belegte sie für anderthalb Monate die Spitzenposition. Insgesamt erreichte All You Need Is Love in zehn Ländern den ersten Rang der jeweiligen Hitparade. Die Single verkaufte sich allein in Großbritannien mit 500.000 Exemplaren, weltweit wurden insgesamt über drei Millionen Singles verkauft.[7]
- Am 27. November 1967 erschien All You Need Is Love auf dem US-Beatles-Album Magical Mystery Tour. Das Album wurde am 16. September 1971 in Deutschland und am 19. November 1976 in Großbritannien veröffentlicht.
- Das Lied befindet sich auf dem Soundtrack zum Zeichentrickfilm Yellow Submarine, hierfür wurde am 1. November 1967 eine neue Monoabmischung hergestellt.
- Auf dem Soundtrackalbum Yellow Submarine, das im Januar 1969 veröffentlicht wurde, ist All You Need Is Love ebenfalls enthalten. Geoff Emerick mischte All You Need Is Love erstmals am 29. Oktober 1968 in Stereo ab. Die Stereoversion wurde um zehn Sekunden am Ende gekürzt und das Schlagzeug wurde dominanter, die Trompeten und das Klavier sind mehr in den Hintergrund gemischt worden im Vergleich zur Monoversion.[8]
- In den darauffolgenden Jahren wurde All You Need Is Love für folgende Kompilationsalben der Beatles verwendet: 1967–1970 (1973),[4] 20 Greatest Hits (1982) und 1 (2000).
- Am 13. September 1999 erschien das von Peter Cobbin und seinen Assistenten Paul Hicks und Mirek Stiles neu abgemischte Soundtrackalbum Yellow Submarine Songtrack. Der Gesang, der Chorgesang und die Instrumente sind bei der neuen Stereoversion von All You Need Is Love deutlich klarer zu hören. Es wurden für den wiederveröffentlichten Film Yellow Submarine darüber hinaus 5.1-Abmischungen angefertigt.
- Am 6. November 2015 wurde das Album 1 zum zweiten Mal wieder veröffentlicht. Dabei sind bei einigen Liedern, die von Giles Martin und Sam Okell neu abgemischt wurden, deutlich hörbare Unterschiede zu vernehmen. Bei All You Need Is Love wurde das Schlagzeug nun mittig gesetzt.[9][10]
- Am 10. November 2023 wurde das Kompilationsalbum 1967–1970 erneut wiederveröffentlicht. Auf diesem befindet sich All You Need Is Love in der von Giles Martin und Sam Okell 2015 neu abgemischten Version.

## Kommerzieller Erfolg

### Chartplatzierungen
| ChartsChartplatzierungen       | Höchstplatzierung | Wochen/ Monate |
| ------------------------------ | ----------------- | -------------- |
| Deutschland (GfK)              | 1 (4 Mt.)         | 4 Mt.          |
| Österreich (Ö3)                | 1 (4 Mt.)         | 4 Mt.          |
| Vereinigte Staaten (Billboard) | 1 (11 Wo.)        | 11 Wo.         |
| Vereinigtes Königreich (OCC)   | 1 (16 Wo.)        | 16 Wo.         |

| ChartsJahrescharts (1967)      | Platzierung |
| ------------------------------ | ----------- |
| Deutschland (GfK)              | 16          |
| Österreich (Ö3)                | 7           |
| Vereinigte Staaten (Billboard) | 30          |

### Auszeichnungen für Musikverkäufe
| Land/Region                  | Auszeichnungen für Musikverkäufe (Land/Region, Auszeichnung, Verkäufe) | Verkäufe  |
| ---------------------------- | ---------------------------------------------------------------------- | --------- |
| Neuseeland (RMNZ)            | Gold                                                                   | 15.000    |
| Vereinigte Staaten (RIAA)    | Gold                                                                   | 1.000.000 |
| Vereinigtes Königreich (BPI) | Gold                                                                   | 500.000   |
| Insgesamt                    | 3× Gold ·                                                              | 1.515.000 |

## Coverversionen
Es wurden über 215 Coverversionen von All You Need Is Love veröffentlicht.
Die Synthie-Pop-Band New Musik veröffentlichte 1982 auf ihrem Album Warp eine Coverversion von All You Need Is Love, die durchweg im 4⁄4-Takt gehalten ist. In der Coda gibt es eine E-Piano-Improvisation, in der wie im Original unter anderem einige Takte von Greensleeves angespielt werden. Die Band Echo & The Bunnymen veröffentlichte auf einer CD-Fassung ihres 1984 veröffentlichten Albums Ocean Rain ebenfalls eine Coverversion von All You Need Is Love, in der Coda zitiert Sänger Ian McCulloch abweichend von der Vorlage unter anderem Songs von James Brown und Bob Dylan. 2009 wurde das Lied von den Toten Hosen gecovert; es findet sich auf der Single Auflösen.

## Trivia
John Lennons handgeschriebener Originaltext von All You Need Is Love wurde im Juli 2005 für einen Preis von 600.000 Pfund (rund 1,25 Millionen US-Dollar) in London versteigert.